# 레그 에번스
레그 에번스(Reg Evans, 1928년 3월 27일 ~ 2009년 2월 7일)는 영국의 배우이다.
런던에서 태어났다.

## 출연 작품
- 다잉 브리드 (2008년)
- 아너러블 웰리 노먼 (2003년)
- 고독한 귀환 (1991년)
- 셀리아 (1989년)
- 의혹을 향하여 (1989년)
- 심취 (1986년)
- 갈리폴리 (1981년)
- 아일랜드 (1980년)
- 매드 맥스 (1979년)
- 데스치터스 (1976년)
- 스톤의 추적 (1974년)

### 텔레비전
- 프리즈너 (1979-85, Prisoner) - 하워드 시먼스 역